# Nepal Badminton Association
Die Nepal Badminton Association (NBA) ist die oberste nationale administrative Organisation in der Sportart Badminton in Nepal. Der Sitz befindet sich in Kathmandu.

## Geschichte
Der Verband wurde 1950 gegründet und im März 1953 Mitglied im Weltverband IBF. Der Verband wurde Anfang der 1960er Jahre Mitglied im kontinentalen Dachverband Badminton Asia Confederation, damals noch unter dem Namen Asian Badminton Confederation existierend. Nationale Meisterschaften werden seit der Saison 1951/1952 ausgetragen. Er gehört dem Nationalen Olympischen Komitee an.

## Bedeutende Veranstaltungen, Turniere und Ligen
- Nepal International
- Einzelmeisterschaften

## Bedeutende Persönlichkeiten
- Ramesh Kumar Shrestha, Präsident